# Danilo Lazović
Danilo Lazović (Brodarevo, 1951. – Beograd, 25. ožujka 2006. godine) bio je srbijanski glumac, jedan od najpopularnijih u Srbiji.
Medju najpoznatijim ulogama su mu uloga Šćepana Šćekića u seriji "Srećni ljudi", kao i uloga Bogoljuba Gagića - Čerčila u seriji "Porodično blago".